# 政治部記者
政治部記者（せいじぶきしゃ）とは、新聞社、テレビ局などで政治を専門に担当する記者のことである。政治記者、政治ジャーナリストとも呼ばれる。

## 日本における政治部記者
政治部は国政（国会、首相官邸、政党、中央省庁）を担当し、地方政治は社会部や各支局が担当する。また国会が東京にある関係で全国紙・ブロック紙の政治部は東京にのみ置かれることが多く、大阪府大阪市にある日本維新の会の本部取材は傘下の大阪維新の会と併せて大阪本社の地方版総局が担当することが多い。
政治部は記者の中でも出世コースとみなされ、政界とのコネクションも身につけられることもあり、後に政治家に転身したり、政治評論家になったりするケースが顕著である。
政治部の新人記者はほとんどが首相官邸の記者クラブに配属され、首相の番記者（首相番）として政治部記者のスタートを切る。首相番になることで政治の動きや政界の人脈を学んでいく。首相番を1 - 2年経験すると次は中央省庁を1 - 2年担当し、その後は政党担当になりキャリアを積んでいく。

## 政治部記者から政治家・政治家秘書に転身した人
NHK出身
- 安住淳

毎日新聞社（東京日日新聞→毎日新聞）出身
- 安倍晋太郎
- 鈴木恒夫
- 竹内黎一

朝日新聞社（東京朝日新聞→朝日新聞）出身
- 緒方竹虎
- 小坂徳三郎 - 信濃毎日新聞の創業家出身で、後に信毎に移籍し社長。
- 野田武夫
- 羽田武嗣郎
- 藤井丙午
- 細川隆元
- 松島みどり
- 山岸一生

讀賣新聞社（現・読売新聞グループ本社・読売新聞東京本社）出身
- 丹羽雄哉
- 茂木敏充
- 山崎力

産業経済新聞社出身
- 北村経夫
- 楠田実
- 額賀福志郎

日本経済新聞社（旧・日本産業経済新聞社）出身
- 中川秀直

在京民放テレビ局出身
- 石原伸晃（日本テレビ）
- 大築紅葉（フジテレビ）
- 笠浩史（テレビ朝日）
- 杉尾秀哉（東京放送→TBSテレビ）
- 三反園訓（テレビ朝日）

他メディア出身
- 青山繁晴（共同通信社）
- 早坂茂三（東京タイムズ） - 田中角栄の秘書
- 山下雄平（時事通信社）

## 政治部記者出身の経営者
- 秋山耿太郎 - 朝日新聞社第15代代表取締役社長、東京創元社第3代社長秋山孝男の息子
- 新井明 - 日本経済新聞社第7代社長
- 海老沢勝二 - NHK第17代会長
- 緒方竹虎 - 朝日新聞社代表取締役副社長
- 木村伊量 - 朝日新聞社第16代社長
- 桑田弘一郎 - テレビ朝日社長
- 小坂徳三郎 - 信濃毎日新聞第4代社長
- 斎藤明 - 毎日新聞社長
- 島桂次 - NHK第15代会長
- 中川順 - 東京12チャンネル→テレビ東京社長
- 野村秀雄 - 朝日新聞社代表取締役、熊本日日新聞社社長、NHK第8代会長
- 一柳東一郎 - 朝日新聞社第11代社長
- 広瀬道貞 - テレビ朝日社長
- 松下宗之 - 朝日新聞社第13代社長
- 三浦甲子二 - テレビ朝日専務
- 吉田慎一 - テレビ朝日社長
- 渡邉恒雄 - 読売新聞社社長→読売新聞グループ本社代表取締役主筆

## 政治部記者から評論家に転身した人
- 加藤清隆（時事通信社）
- 岸井成格（毎日新聞）
- 俵孝太郎（産業経済新聞）
- 手嶋龍一（NHK）
- 根岸佶（朝日新聞）
- 細川隆元（朝日新聞）
- 細川隆一郎（毎日新聞）
- 三宅久之（毎日新聞）